# CEAN
CEAN је акроним за Comprehensive Erlang Archive Network. Следи традицију Comprehensive TeX Archive Network (CTAN), Comprehensive Perl Archive Network (CPAN) и Comprehensive R Archive Network (CRAN).